# Панамериканский чемпионат по дзюдо 2014
Панамериканский чемпионат по дзюдо 2014 года прошёл в городе Гуаякиль (Эквадор) 24 — 26 апреля.

## Медалисты

### Мужчины
| Категория    | Золото                     | Серебро                      | Бронза                                                         |
| ------------ | -------------------------- | ---------------------------- | -------------------------------------------------------------- |
| до 55 кг     | Яндри Торрес · Куба        | Хесус Агуэро · Венесуэла     | Армандо Майта · Венесуэла Кристиан Тоала · Эквадор             |
| до 60 кг     | Фелипе Китадай · Бразилия  | Набор Кастильо · Мексика     | Хавьер Пена · Куба Ленин Прециадо · Эквадор                    |
| до 66 кг     | Чарльз Чибана · Бразилия   | Алонсо Вонг · Перу           | Вандер Матео · Доминиканская Республика Гильберто Солар · Куба |
| до 73 кг     | Алекс Помбо · Бразилия     | Магдиэль Эстрада · Куба      | Фернандо Ибанес · Эквадор Николас Дельпополо · США             |
| до 81 кг     | Виктор Пеналбер · Бразилия | Антуан Валуа-Фортье · Канада | Трэвис Стивенс · США Иван Силва · Куба                         |
| до 90 кг     | Тиаго Камило · Бразилия    | Энди Гранда · Куба           | Кристиан Гомера · Доминиканская Республика Якоб Ларсен · США   |
| до 100 кг    | Хосе Арментерос · Куба     | Лучано Корреа · Бразилия     | Рафаэль Бузакарини · Бразилия Дилявер Шейхисламов · Канада     |
| свыше 100 кг | Рафаэль Силва · Бразилия   | Оскар Брайсон · Куба         | Дэвид Моура · Бразилия Педро Пинеда · Венесуэла                |

### Женщины
| Категория   | Золото                   | Серебро                                      | Бронза                                                 |
| ----------- | ------------------------ | -------------------------------------------- | ------------------------------------------------------ |
| до 44 кг    | Даярис Местре · Куба     | Эстефания Сориано · Доминиканская Республика | Сандра Санчес · Мексика Моника Хередиа · Эквадор       |
| до 48 кг    | Мария Лаборде · Куба     | Сара Менезес · Бразилия                      | Паула Парето · Аргентина · Эдна Каррильо · Мексика     |
| до 52 кг    | Эрика Миранда · Бразилия | Янет Акоста · Куба                           | Орития Гонсалес · Аргентина Моника Эрнандес · Мексика  |
| до 57 кг    | Марти Мэллой · США       | Рафаэла Силва · Бразилия                     | Кетлейн Квадрус · Бразилия Алюска Оеда · Куба          |
| до 63 кг    | Марисет Эспиноза · Куба  | Эстефания Гарсия · Эквадор                   | Лейлани Акияма · США Андреа Гутиэррес · Мексика        |
| до 70 кг    | Юри Альвеар · Колумбия   | Келита Зупанчич · Канада                     | Ванесса Чала · Эквадор Мария Перес · Пуэрто-Рико       |
| до 78 кг    | Яленнис Рамирес · Куба   | Кэтрин Робердж · Канада                      | Ана Портуандо-Исаси · Канада Саманта Соарес · Бразилия |
| свыше 78 кг | Идалис Ортис · Куба      | Мария Альтеман · Бразилия                    | Рошель Нуньес · Бразилия Марлин Виверос · Эквадор      |